# Chersodromia gratiosa
Chersodromia gratiosa är en tvåvingeart som beskrevs av Becker 1908. Chersodromia gratiosa ingår i släktet Chersodromia och familjen puckeldansflugor.
Artens utbredningsområde är Kanarieöarna. Inga underarter finns listade i Catalogue of Life.